# Стонкус, Рамунас
Рамунас Стонкус (31 декабря 1970, Каунас, Литовская ССР, СССР) — советский и литовский футболист. Игровое амплуа — полузащитник.
Выступал за сборную Литвы. Известен также по выступлениям за «Жальгирис».

## Биография
Начинал играть в клубе 2-й лиги чемпионата СССР по футболу ШВСМ-Инкарас. В 1990 принят в «Жальгирис», в котором выступал в течение 6-ти лет.
В 1996 играл в Турции за «Зейтинбурнуспор», а на следующий год переехал в Германию. Играл в клубах оберлиги и регионал-лиги.
В 2003 вернулся в Литву, где и закончил игровую карьеру.

## Достижения
- Чемпион Литвы: 1992